# 珠琳站
珠琳站，位于中华人民共和国云南省文山壮族苗族自治州广南县珠琳镇白泥塘村，是南昆客运专线上的火车站，于2016年12月28日启用，由昆明铁路局管辖。

## 歷史
- 2016年12月28日正式启用。
- 2018年7月1日开通客运业务[4]。

## 外部連結
- 中国铁路客户服务中心 （页面存档备份，存于）